# Прутченко, Михаил Борисович
Михаил Борисович Прутченко (1833—1886) — нижегородский губернский предводитель дворянства (1869—1872), псковский губернатор (1872—1886), тайный советник, камергер.

## Биография
Из потомственных дворян Нижегородской губернии. Сын нижегородского вице-губернатора Бориса Ефимовича Прутченко. Землевладелец Княгининского уезда (3379 десятин) и Кологривского уезда Костромской губернии (16 000 десятин).
В 1851 году окончил Школу гвардейских подпрапорщиков и кавалерийских юнкеров, откуда выпущен прапорщиком в лейб-гвардии Драгунский полк с прикомандированием к лейб-гвардии конно-пионерному дивизиону, а в следующем году переведён в этот дивизион. В 1854 году произведён в подпоручики, в 1856 году — в поручики. В 1859 году назначен адъютантом к начальнику Главного штаба по военно-учебным заведениям, а в 1860 году назначен состоять при штабе начальника военно-учебных заведений. 27 марта 1860 года уволен от службы с награждением чином штабс-капитана.
С 20 мая 1861 года вступил в исправление должности мирового посредника первого призыва по Княгининскому уезду. В 1864 году избран княгининским уездным предводители дворянства, а 18 декабря 1869 года — нижегородским губернским предводителем дворянства. Избран почётным мировым судьёй по Нижегородскому и Княгининскому уездам, а в 1869 году — председателем съезда мировых судей Нижегородского судебного мирового округа. 1 января 1871 года произведён в статские советники «за отличие». Кроме того, состоял почётным попечителем Нижегородской гимназии и Нижегородского дворянского института (1864—1870), а также Нижегородского приюта для призрения бедных дворян Нижегородской губернии. Избран почётным гражданином Княгинина.
9 июня 1872 года назначен псковским губернатором с производством в действительные статские советники. В 1880 году избран председателем Псковского археологического общества. 24 марта 1885 года пожалован чином тайного советника. С 1868 года состоял в придворном звании камер-юнкера, с 1873 года — в звании камергера. Скончался в 1886 году после тяжёлой болезни. Похоронен в Иоанно-Предтеченском монастыре.

## Семья
Был женат на Марии Фёдоровне Бедряго. Их сыновья:
- Сергей (1868—1920), попечитель Рижского и Санкт-Петербургского учебных округов, камергер.
- Николай (1869—1929), окончил Санкт-Петербургскую 3-ю гимназию и Санкт-Петербургский университет. Полковник лейб-гвардии Гусарского Его Величества полка, в распоряжении великого князя Бориса Владимировича (1916).

## Награды
- Высочайшее благоволение (19 февраля 1855)
- Высочайшее благоволение (25 апреля 1875)
- Орден Святого Владимира 3-й ст. (1 января 1876)
- Высочайшее благоволение (24 апреля 1876)
- Орден Святого Станислава 1-й ст. (1 января 1879)
- Высочайшее благоволение (30 августа 1879)
- Орден Святой Анны 1-й ст. (28 марта 1882)
- Высочайшее благоволение (3 мая 1885)